# Ichthiacris spinifera
Ichthiacris spinifera is een rechtvleugelig insect uit de familie Pyrgomorphidae. De wetenschappelijke naam van deze soort is voor het eerst geldig gepubliceerd in 1990 door Kevan.